# Sławkowo (Maków)
Pour les articles homonymes, voir Sławkowo.
Sławkowo (prononciation : [swafˈkɔvɔ]) est un village polonais de la gmina de Sypniewo dans le powiat de Maków de la voïvodie de Mazovie dans le centre-est de la Pologne.
Il se situe à environ 4 kilomètres au sud de Sypniewo (siège de la gmina), 19 kilomètres au nord-est de Maków Mazowiecki (siège du powiat) et à 88 kilomètres au nord de Varsovie (capitale de la Pologne).

## Histoire
De 1975 à 1998, le village appartenait administrativement à la voïvodie d'Ostrołęka.